# Scaphytopius guterranus
Scaphytopius guterranus är en insektsart som beskrevs av Ball 1931. Scaphytopius guterranus ingår i släktet Scaphytopius och familjen dvärgstritar. Inga underarter finns listade i Catalogue of Life.